# Joe Castellano

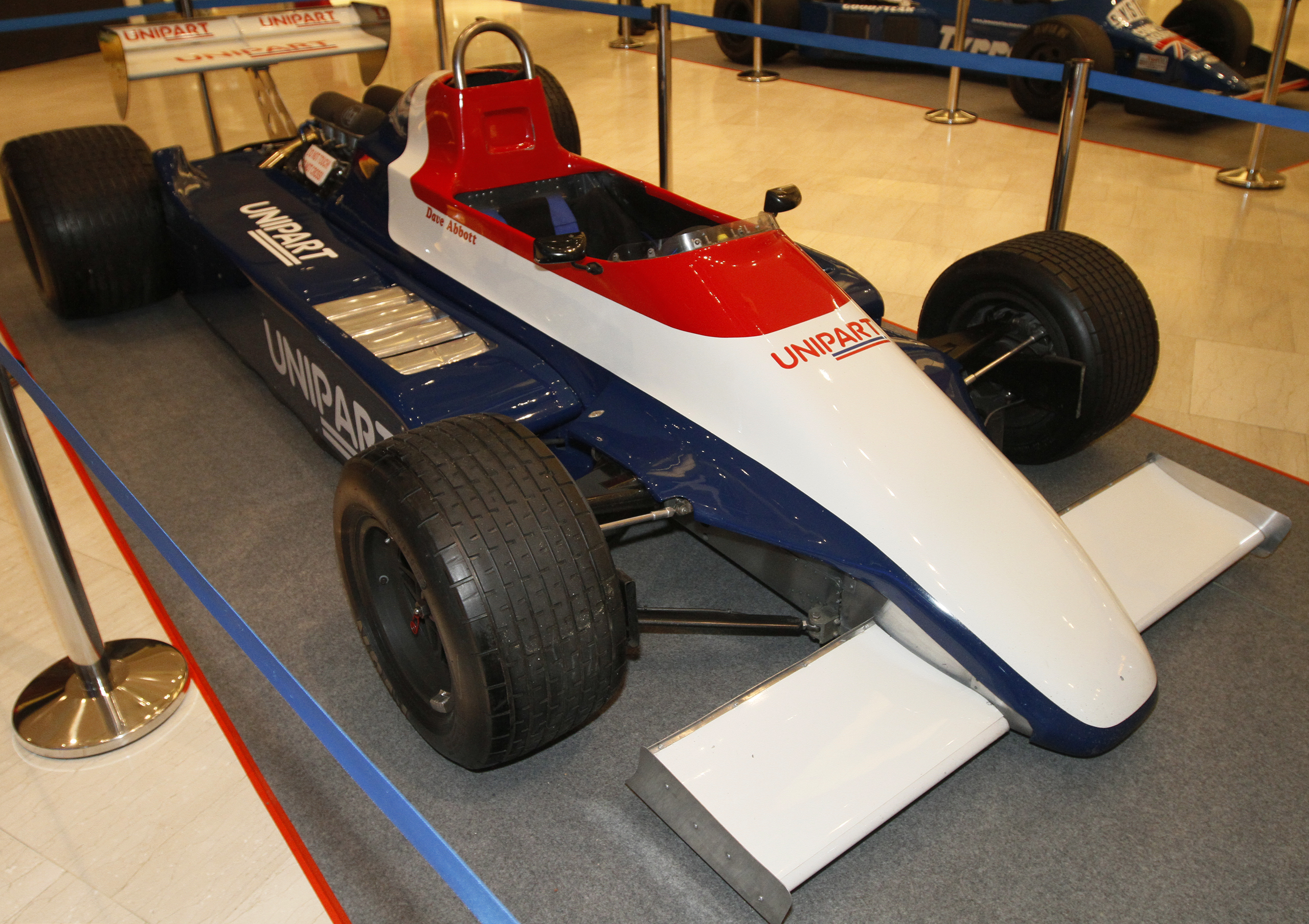
Ensign N180

Giuseppe Carl „Joe“ Castellano (* 16. Oktober 1937 in Decameré) ist ein US-amerikanischer Mediziner und ehemaliger Autorennfahrer, der auch die italienische Staatsbürgerschaft besitzt.

## Mediziner
Joe Castellano studierte Medizin und arbeitete viele Jahre als Facharzt für Plastische Chirurgie in Orlando.

## Karriere im Motorsport
Joe Castellano’s Karriere im Motorsport teilte sich in zwei Teile. Die erste Phase dauerte von 1976 bis 1983. 2007 gab er, diesmal mit italienischer Fahrerlizenz, ein Comeback. Sein erstes internationales Rennen war das 24-Stunden-Rennen von Daytona 1976, das er gemeinsam mit Terry Wolters und Charles Gano auf einem Chevrolet Corvette bestritt. Er erreichte den 57. Rang in der Endwertung. Bis zum Ende der 1970er-Jahre ging er vor allem beim 24-Stunden-Rennen von Daytona und beim 12-Stunden-Rennen von Sebring an den Start.
Sein erfolgreichstes Rennjahr hatte er 1982. Neben dem Debüt beim 24-Stunden-Rennen von Le Mans und Einsätzen in der Sportwagen-Weltmeisterschaft bestritt er eine komplette Saison in der Britischen Formel-1-Meisterschaft. Castellano fuhr dort einen Ensign N180, gewann die zweite Karibik Airways Trophy des Jahres und beendete die Meisterschaft hinter Jim Crawford und Tony Trimmer als Gesamtdritter. Nach dem 1000-km-Rennen von Silverstone 1983 endete der erste Teil der Karriere.
2007 kehrte Castellano als 70-Jähriger an die Rennstrecken zurück. Er startete in der Grand-Am Sports Car Series und wurde 2014, mit 77 Jahren, Gesamtdritter in der CN-Klasse der italienischen Prototypen-Meisterschaft.

## Statistik

### Le-Mans-Ergebnisse
| Jahr | Team               | Fahrzeug                | Teamkollege        | Teamkollege      | Platzierung | Ausfallgrund |
| ---- | ------------------ | ----------------------- | ------------------ | ---------------- | ----------- | ------------ |
| 1982 | Jean-Marie Lemerle | Lancia Beta Monte Carlo | Jean-Marie Lemerle | Max Cohen-Olivar | Rang 12     |              |

### Sebring-Ergebnisse
| Jahr | Team            | Fahrzeug            | Teamkollege   | Teamkollege  | Platzierung | Ausfallgrund |
| ---- | --------------- | ------------------- | ------------- | ------------ | ----------- | ------------ |
| 1976 | Terry Wolters   | Chevrolet Camaro    | Terry Wolters | Wayne Miller | Ausfall     | Defekt       |
| 1978 | Morrison’s Inc. | Porsche Carrera RSR | Nick Craw     | Dave Cowart  | Ausfall     | Aufhängung   |

### Einzelergebnisse in der Sportwagen-Weltmeisterschaft
| Saison | Team             | Rennwagen               | 1   | 2   | 3   | 4   | 5   | 6   | 7   | 8   | 9   | 10  | 11  | 12  | 13  | 14  | 15  | 16  | 17  |
| ------ | ---------------- | ----------------------- | --- | --- | --- | --- | --- | --- | --- | --- | --- | --- | --- | --- | --- | --- | --- | --- | --- |
| 1977   | Ara Tube         | Porsche 911             | DAY | MUG | DIJ | MON | SIL | NÜR | VAL | PER | WAT | EST | LEC | MOS | IMO | SAL | BRH | HOK | VAL |
| 1977   | Ara Tube         | Porsche 911             | 21  |     |     |     |     |     |     |     |     |     |     |     |     |     |     |     |     |
| 1978   | Morrison         | Porsche 911 Carrera RSR | DAY | SEB | MUG | TAL | DIJ | SIL | NÜR | LEM | MIS | DAY | WAT | VAL | ROD |     |     |     |     |
| 1978   | Morrison         | Porsche 911 Carrera RSR | 36  | DNF |     |     |     |     |     |     |     |     |     |     |     |     |     |     |     |
| 1982   | Scuderia Vesuvio | Lancia Beta Montecarlo  | MON | SIL | NÜR | LEM | SPA | MUG | FUJ | BRH |     |     |     |     |     |     |     |     |     |
| 1982   | Scuderia Vesuvio | Lancia Beta Montecarlo  | 5   | 10  | DNF | 12  | DNF |     |     | DNF |     |     |     |     |     |     |     |     |     |
| 1983   | Scuderia Sivama  | Lancia LC1              | MON | SIL | NÜR | LEM | SPA | FUJ | KYA |     |     |     |     |     |     |     |     |     |     |
| 1983   | Scuderia Sivama  | Lancia LC1              | DNF | DNF |     |     |     |     |     |     |     |     |     |     |     |     |     |     |     |